# Unleashed in the East
Unleashed in the East — перший живий альбом англійської групи Judas Priest, який вийшов 17 вересня 1979 року.

## Композиції
1. Exciter — 5:38
2. Running Wild — 2:53
3. Sinner — 7:31
4. The Ripper — 2:44
5. The Green Manalishi (With the Two Pronged Crown) — 3:16
6. Diamonds & Rust — 3:30
7. Victim of Changes — 7:12
8. Genocide — 7:19
9. Tyrant — 4:32

## Склад
- Роб Галфорд — вокал
- К. К. Даунінг — гітара
- Глен Тіптон — гітара
- Ієн Гілл — бас-гітара
- Леслі Бінкс — ударні